# Zsunyi-patak
Az Zsunyi-patak a Cserhát északi részén ered, Lucfalva településtől nyugatra, Nógrád vármegyében, mintegy 270 méteres tengerszint feletti magasságban. A patak forrásától kezdve délnyugati, majd déli irányban halad, majd Ecseg községtől északra éri el a Szuha-patakot.

## Állatvilága
A patak halfaunáját a következő halak alkotják: domolykó (Leuciscus cephalus), kövi csík (Barbatula barbatula), szivárványos ökle (Rhodeus amarus).

## Partmenti települések
- Lucfalva
- Kisbárkány
- Zsunypuszta
- Felsőtold
- Alsótold
- Cserhátszentiván
- Ecseg